# Desastres em 2018
Esta página lista os fatos e referências dos desastres que aconteceram durante o ano de 2018.

## Janeiro
- 4 de janeiro - O acidente ferroviário de Hennenman–Kroonstad, quando um trem de passageiros colidiu com um caminhão em uma passagem de nível na Estação de Genebra, situada entre Hennenman e Kroonstad, Estado Livre, na África do Sul. O trem foi descarrilado e sete dos doze vagões pegaram fogo. Vinte e uma pessoas foram mortas e 254 pessoas ficaram feridas.[1][2][3][4]
- 18 de janeiro - Incêndio de ônibus no Cazaquistão, na rodovia Samara-Shymkent no distrito de Yrgyz, na região de Aqtöbe, no Cazaquistão. O incêndio matou 52 passageiros, com cinco pessoas fugindo, incluindo motoristas.[5]
- 26 de janeiro - O incêndio de Miryang refere-se ao desastre ocorrido em 26 de janeiro de 2018 no hospital de Miryang, Coreia do Sul. O incêndio começou no primeiro andar e as fumaças se espalharam para os níveis superiores, resultando em 37 mortos.[6][7]

## Fevereiro
- 11 de fevereiro - Queda do Voo Saratov Airlines 703, da Saratov Airlines, utilizando um Antonov An-148, partindo do Aeroporto Internacional Domodedovo, em Moscou, matando todos os 65 passageiros e seis tripulantes a bordo.[8][9]
- 14 de fevereiro - Um jovem chamado Nikolas Cruz entra armado em um colégio de Parkland, Flórida, Estados Unidos, e deixa 17 mortos e 15 feridos.
- 18 de fevereiro - Voo Aseman Airlines 3704, um ATR-72, partindo do Aeroporto Internacional de Mehrabad, em Teerã, caiu na Cordilheira de Zagros, matando todos os 60 passageiros e seis tripulantes a bordo.[10][11][12][13]

## Março
- 2 de março - Atentado em Uagadugu, militantes lançaram um ataque coordenado em Uagadugu, capital do Burquina Fasso, incluindo a embaixada francesa e o Estado-Maior das Forças Armadas do Burquina Fasso.[14][15][16][17]  Cinco militantes foram mortos na embaixada e pelo menos outros três foram mortos próximos da sede do exército.[18]Trinta pessoas foram mortas e outras 85 feridas.[19]
- 6 de março - Acidente do An-26 da Força Aérea Russa, um aeronave de transporte Antonov An-26 caiu ao se aproximar da base aérea de Khmeimim, na Síria, matando todas as 39 pessoas a bordo.[20][21]
- 11 de março - Acidente com um jato particular Bombardier Challenger 604, de propriedade do grupo turco Başaran Holding, caiu nas montanhas Zagros, no Irã, enquanto voltava dos Emirados Árabes Unidos para a Turquia. 11 pessoas morreram.
- 12 de março - Queda do voo US-Bangla Airlines, um Bombardier Dash 8 Q400 partiu de Dhaka em Bangladesh, para Kathmandu, no Nepal e caiu durante a aterragem e explodiu em chamas.[22] Havia 67 passageiros e 4 tripulantes a bordo. Cinquenta e uma  pessoas morreram, enquanto 22 sobreviveram com ferimentos.[23][24]
- 17 de março - Queda do Piper, um Piper PA-23 Apache bateu em uma área residencial em Plaridel, Bulacan, Filipinas, matando 10 pessoas.[25][26]
- 25 de março - Ao menos 64 pessoas morrem após incêndio em complexo comercial em Kemerovo, Rússia.[27]

## Abril
- 7 de abril - Ataque químico com gás sarin deixa mais de 50 mortos em Duma, subúrbio de Damasco, na Síria.[28]
- 11 de abril - Queda de avião militar na Argélia de um Ilyushin Il-76 da Força Aérea Argelina, logo após decolar de Boufarik. Todas as 257 pessoas a bordo morreram.[29]
- 13 de abril - O Presidente dos Estados Unidos Donald Trump anuncia um ataque contra a Síria e os EUA, com apoio da França e do Reino Unido, realizam o Bombardeio de Damasco e Homs.[30]

## Maio
- 1 de maio - O edifício Wilton Paes de Almeida desabou após sofrer grave incêndio no Largo do Paiçandu, República, São Paulo, Brasil.
- 18 de maio - Queda do Voo Cubana, um Boeing 737, da companhia aérea Cubana, caiu minutos após a decolagem em Havana, Cuba. Dos 113 ocupantes da aeronave, apenas 3 mulheres sobreviveram.[31][32]

## Julho
- 8 de julho - Um Descarrilamento de trem em Çorlu foi um acidente ferroviário fatal que ocorreu em 2018 no distrito de Çorlu, na província de Tekirdağ, no noroeste da Turquia, quando um trem descarrilou, matando 24 passageiros e ferindo 318, dos quais 42 gravemente.[33]
- 10 de julho - O time de futebol amador Javalis Selvagens, foi resgatado, após 3 dias consecutivos de trabalho, do complexo de cavernas de Tham Luang, em Chiang Rai, norte da Tailândia. Por 17 dias, o treinador de 25 anos junto de mais 12 garotos da equipe, de 11 a 16 anos, ficaram aprisionados estando praticamente sem comida e na escuridão, após serem surpreendidos por uma tempestade, que inundou os túneis do complexo, deixando-os impedidos de retornarem.[34]
- 16 de julho - Um engavetamento que terminou em um trágico acidente envolvendo 11 veículos (cinco carros de passeio, um ônibus e cinco carretas), na BR-251, em Francisco Sá, Minas Gerais, deixou 8 pessoas mortas (6 carbonizadas) e 64 feridas (incluindo uma criança de 5 anos).[35]

## Agosto
- 14 de agosto - Um vão de 200 metros do viaduto Polcevera, em Gênova, Itália, desabou durante uma forte chuva que atingia a região, deixando 41 mortos (entre adultos e crianças), 16 feridos e muitos desabrigados.[36][37]
- 17 de agosto - No estado de Kerala, extremo sudoeste da Índia, considerado um dos mais turísticos, chuvas torrenciais deixam um saldo de 324 mortos em uma semana de inundações. 223 139 pessoas sem moradia foram abrigadas em 1 500 acampamentos improvisados. Governo local considera a inundação a pior do século.[38]
- 21 de agosto - Um terremoto de magnitude 7,3 atingiu a costa norte da Venezuela, perto de Cariaco, Sucre.[39] Acredita-se que o terremoto seja o maior no país desde o terremoto de San Narciso em 1900.[40]

## Setembro
- 2 de setembro - Um incêndio de grandes proporções atingiu os três andares do prédio do Museu Nacional, no Rio de Janeiro.[41][42]
- 19 de setembro - O Tufão Mangkhut deixou 81 mortos e muita destruição nas Filipinas. Na China, Mangkhut, faz 2,45 milhões de pessoas abandonarem suas casas.[43][44][45]
- 20 de setembro - Balsa tanzaniana naufragou no Lago Vitória, matando ao menos 227 pessoas.[46][47]
- 23 de setembro - Atentado contra parada militar em Ahvaz, no Irã, deixou pelo menos 30 mortos, incluindo os terroristas.[48]
- 28 de setembro - Uma série de sismos na ilha Celebes, Indonésia, atingiram magnitude de 7,5, gerando tsunami de até 2 metros na região de Palu, resultando em 4 340 mortos e 10 679 feridos. Mais de 48 mil ficaram desabrigados.[49][50][51]

## Outubro
- 17 de outubro - Tiroteio e ataque à bomba em uma escola de Querche mata 20 pessoas e deixa outras 73 feridas.[52]
- 24 de outubro - Diversos pacotes suspeitos com explosivos são enviados simultaneamente para líderes do partido Democrata nos Estados Unidos, entre eles, o ex-presidente Barack Obama, a ex-primeira-dama Hillary Clinton e a rede de TV CNN, além de congressistas e personalidades.[53]
- 21 de outubro - O descarrilamento de trem em Yilan, quando um trem de passageiros descarrilou no condado de Yilan, Taiwan, resultando na morte de 18 pessoas.[54][55]
- 27 de outubro - Um atirador identificado como Robert Bowers invade uma sinagoga em Pittsburgh, na Pensilvânia, e dispara deixando 11 mortos e 4 feridos.[56]
- 29 de outubro - Queda do Voo Lion Air, um Boeing 737 MAX 8 da Lion Air cai 13 minutos após decolagem de Jakarta na Indonésia durante o Voo 610, matando todas as 189 pessoas a bordo. Este foi o primeiro acidente deste modelo

## Novembro
- 7 de novembro - Um atirador invade uma festa de universitários em Thousand Oaks, na Califórnia, e deixa 12 mortos.[57]

## Dezembro
- 11 de dezembro - Atentado suicida na Catedral Metropolitana de Campinas, no estado brasileiro de São Paulo. Euler Fernando Grandolpho (49 anos) abriu fogo contra os fiéis durante uma missa, deixando cinco vítimas fatais e alguns feridos, vindo a cometer suicídio à frente do altar.[58]
- 11 de dezembro - Atentado em Estrasburgo, um ataque terrorista ocorreu em Estrasburgo, na França, quando um homem abriu fogo contra o Christkindelsmärik enquanto gritava "Allahu Akbar".[59][60][61] Em 16 de dezembro, cinco pessoas tinham morrido, e 11 ficado feridas, quatro gravemente.[62][63]
- 13 de dezembro - Colisão de trens em Marşandiz, um comboio de passageiros de alta velocidade e uma locomotiva colidiram perto de Yenimahalle na Província de Ankara, Turquia. Três maquinistas e cinco passageiros morreram na cena, e 84 pessoas feriram-se. Um outro passageiro ferido morreu depois, e 34 passageiros, incluindo dois em condição crítica, foram tratados em diversos hospitais.[64]
- 23 de dezembro - Um tsunami atinge a Indonésia deixando cerca de 400 mortos e milhares de feridos. Entre as vítimas estão 3 integrantes da banda Seventeen.